# Indiana Beach
Indiana Beach är en nöjespark i Monticello, Indiana, USA. 

## Historia
Parken öppnade 1926, då under namnet Ideal Beach. Parken innehöll då sandstrand, badhus och några småaffärer. 

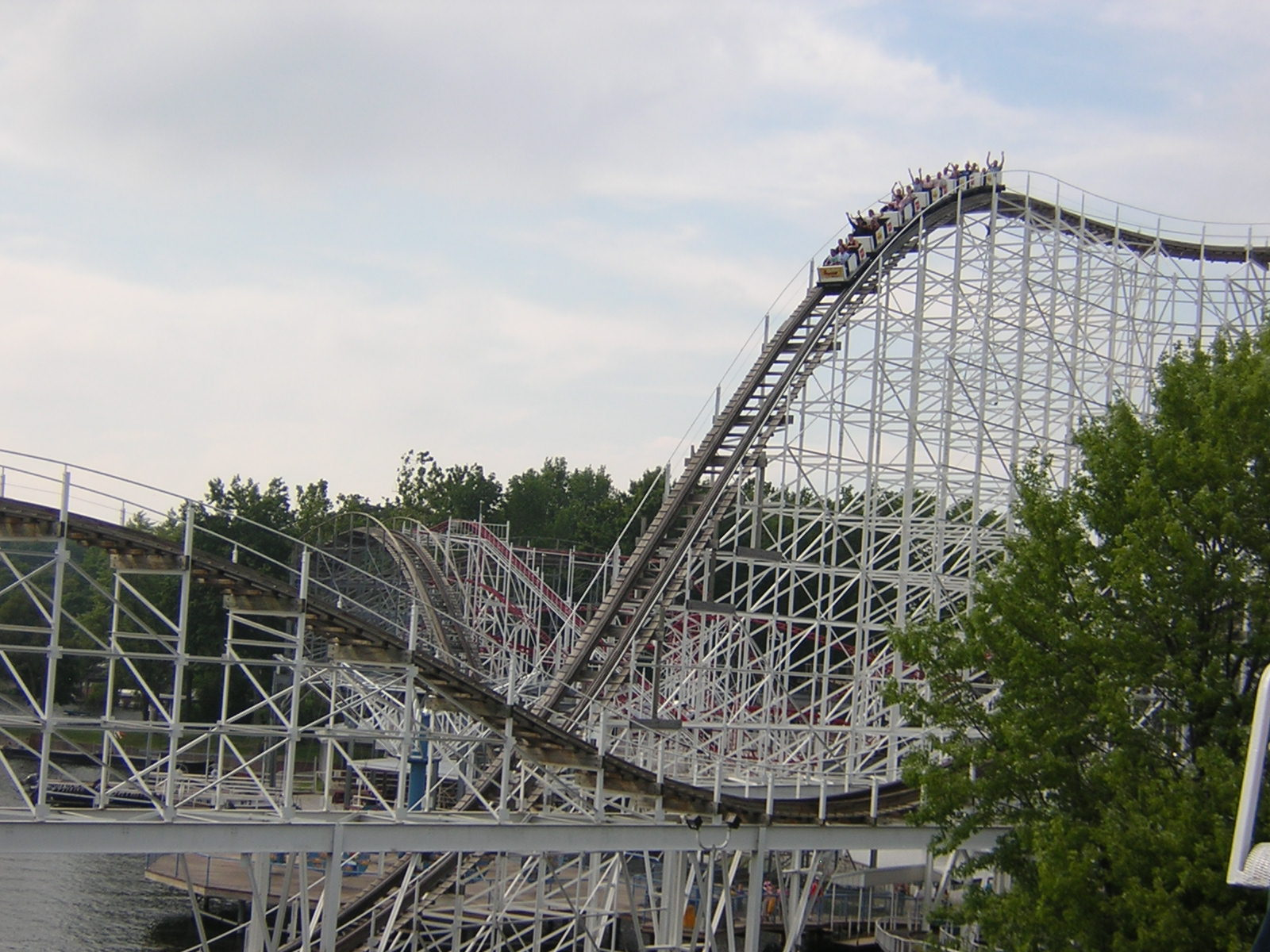

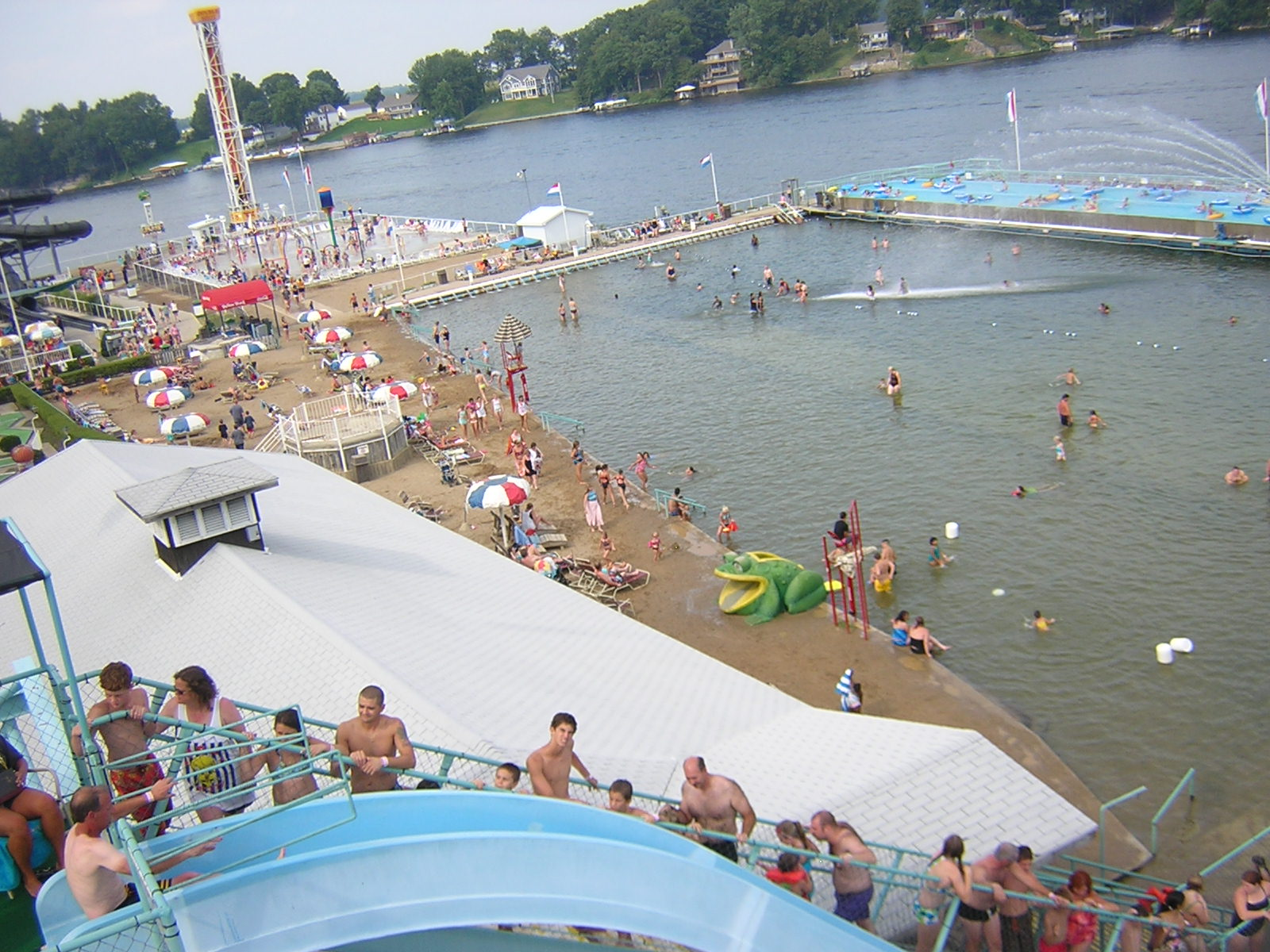
Ursprungliga vattenlandet

## Åkattraktioner
I parken finns en av delstatens största berg- och dalbanor som heter The Hoosier Hurricane. Nöjesparken har även ett dussintal fler åkattraktioner. Parken har även två äldre berg- och dalbanor, de heter: Galaxy och Tig'rr och två banor i trä: The Cornball Express och The Lost Coaster of Superstitiun Mountain.

### Berg- och dalbanor
- Cornball Express - 2001
- Lost Coaster of Superstition Mountain - 2002
- Hoosier Hurricane - 2004
- Steel Hawg - 2008